# Miacidae
I Miacidi (Miacidae) sono una famiglia di antichi mammiferi carnivori, vissuti tra il Paleocene e l'Eocene (tra 65 e 33,9 milioni di anni fa).
I loro resti sono stati rinvenuti in Nordamerica, in Europa e in Asia.

## Carnivori primitivi
I Miacidi in realtà sono considerati i più antichi e primitivi tra tutti i carnivori. Probabilmente da questa famiglia derivarono, più o meno direttamente, tutte le famiglie di Caniformia, come i canidi, gli ursidi, i procionidi e i mustelidi. L'aspetto doveva essere vagamente simile a quello di donnole e martore.
La taglia dei Miacidi era piuttosto piccola e di solito non superavano i 40 centimetri di lunghezza; di certo cacciavano piccole prede come rettili e minuscoli mammiferi. Il corpo era ancora allungato e le zampe erano corte come nei contemporanei Creodonti (i mammiferi predatori dominanti del periodo), ma la formula dentaria era già evoluta e i denti carnassiali erano già simili a quelli degli odierni carnivori.
I Miacidi si caratterizzano dal possedere tutti un orifizio infraorbitale, una colonna rostrata endotimpanica e una profonda fossa per il timpano tensore muscolare nell'orecchio medio. Queste caratteristiche sono invece assenti nei Viverravidi.
La famiglia Miacidi è per il momento considerata parafiletica, poiché i suoi componenti sono uniti solo dalla mancanza di caratteristiche diagnostiche riconosciute in cladi successivi. Allo stesso modo, gli antenati diretti dei Miacidi sono sconosciuti e la polarità dei caratteri in questo gruppo è irrisolta.

## Diffusione

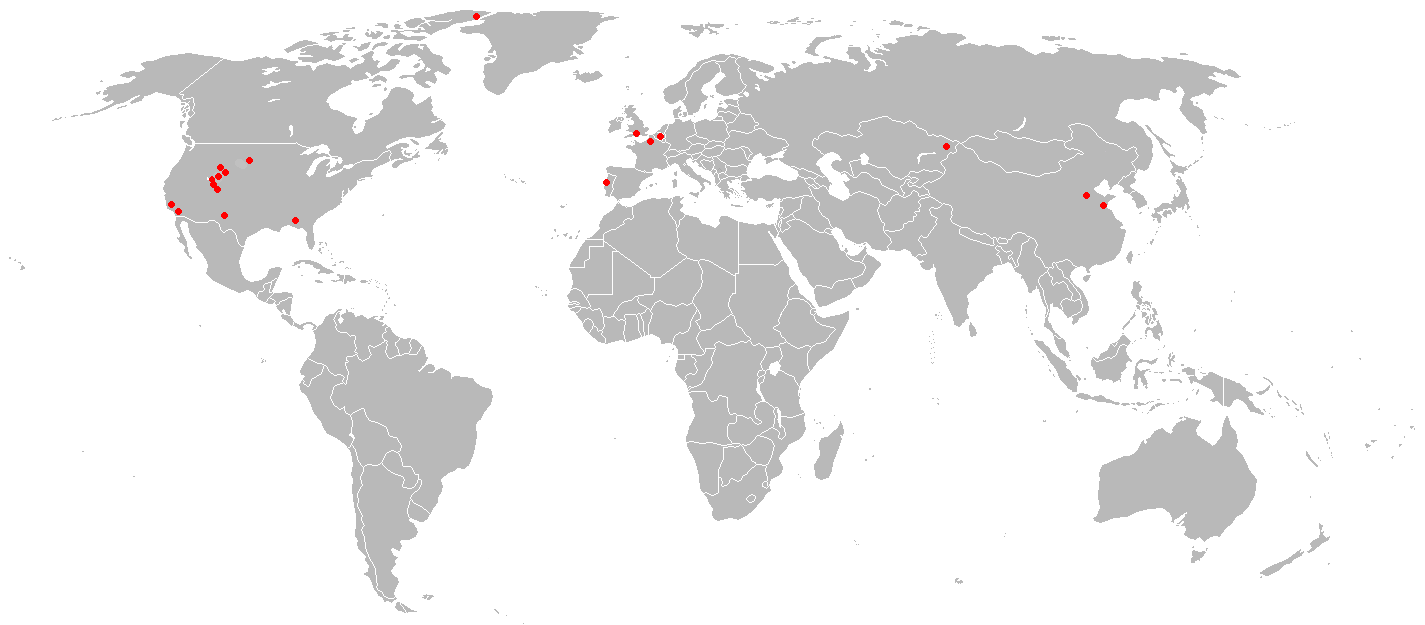
Diffusione dei Miacidi

Studi filogenetici e paleontologici molecolari recenti hanno suggerito che il medio-Eocene (48,6-37,2 milioni di anni fa) è stato un periodo critico nella prima evoluzione dell'ordine dei carnivori.
La grande e rapida radiazione di questi animali cominciata già alla fine del Paleocene (55,8 milioni) ha portato alla comparsa di numerosi generi sparsi in tutto l'emisfero settentrionale del globo e alla presenza simultanea di più specie dello stesso genere nello stesso territorio. Fulcro di questa ampia radiazione (che ha comunque raggiunto l'Europa e la Cina) è stato a lungo considerato il Nordamerica e in particolare i territori oggi appartenenti a Wyoming, California, Texas e Utah.
Recenti scoperte del 2013 effettuate nel bacino di Le Quesnoy (vicino a Parigi) hanno rivoluzionato questa teoria: in strati risalenti al passaggio tra Paleocene ed Eocene (58,3 milioni di anni fa), i paleontologi hanno rinvenuto denti (molari e premolari) appartenenti alle specie Vassacyon taxidiotis, Gracilocyon solei e (Miacis) Dormaalocyon latouri. La precoce presenza di queste specie dimostrerebbe una iniziale diversificazione della famiglia avvenuta in Europa alla fine del Paleocene e una solamente successiva diffusione e radiazione nordamericana.
Risalgono comunque già al primissimo Eocene del bacino meridionale del Bighorn in Wyoming i generi Uintacyon, Eogale e le prime specie di Miacis (M.Deutschi, M.igniculus, M.petilus e M.rosei) mentre fanno la loro comparsa 50,3 milioni di anni fa i generi Vulpavus, Palaearctonyx, Dawsonicyon Paroödectes e Oödectes, oltre alle specie cinesi di Miacis (M. boqinghensis, M.invictus e M.lushiensis).

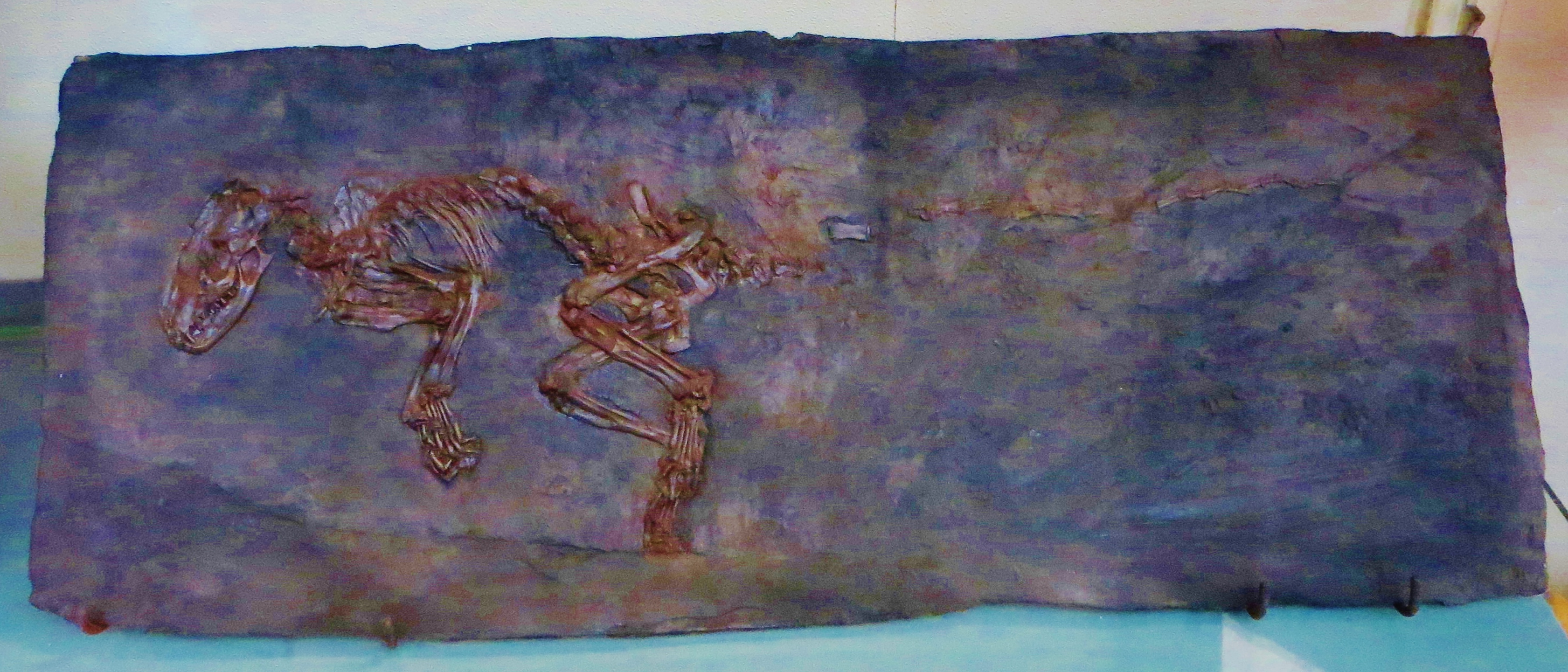
Paroödectes feisti

L'abbondante materiale fossile nordamericano disponibile, anche se spesso limitato a dentature più o meno complete, consente la distinzione di numerose specie endemiche del genere Miacis e le affinità di queste specie con altri generi vicini a loro come Procynodictis (sicuramente imparentato con Miacis gracilis) e altri di recente classificazione come Geruttia sandiegonensis (sicuramente affine a Miacis (Harpalodon) sylvestris) e Walshius pacificus (anche lui molto simile al Procynodictis).

## Schema evolutivo
Schema aggiornato dopo gli studi cladistici di Spaulding, Flynn e Stucky del 2010 e quelli di Solè, Smith, Coillot, Bast e Smith del 2014.
```
Carnivoramorpha
|---†
Viverravidae

|--+--o †
Vassacyon

|  |  |--†
V. taxidiotis

|  |  |--†
V. bowni

|  |  `--†
V. promicrodon

|  `--o †
Vulpavus

|     |--† 6 specie
|     |--
V. profectus

|     `--+--
V. ovatus

|        `-o †
Palaearctonyx meadi

|--o †
Gracilocyon

|  `--+--†
G. solei

|     |--†
(Miacis)G. rosei

|     |--†
G. rundlei

|     `--+--†
G. winkleri

|        `--+--o †
Oödectes

|           |  |--†
O. jepseni

|           |  |--†
O. herpestoides

|           |  `--†
O. pugnax

|           `--o †
Paroödectes feisti

|--+--o †
Uintacyon

|  |  `-†10 specie
|  |--o †
Xinyuictis tenius

|  `--o †
Zodiocyon zetesios

|--o †
Dormaalocyon latouri

|--o †
Eogale parydros

`--o †
Miacis

   |--†
M. deutschi

   |--†
M. igniculus

   `--+--†
M. petilus

      |--†
M. exiguus

      |--†
M. latidens

      |--†
M. parvivorus

      |--+--+--†
M. medius

      |  |  |?--+--†
M. australis

      |  |  |   |?--†
M. cognitus

      |  |  |   `?--+--o †
Simamphicyon helveticus

      |  |  |       `--o †
Amphicyonidae

      |  |  `?--o †
Miocyon

      |  |      `--† 4 specie
      |  |--†
Miacis hookwayi

      |  |--†
Miacis washakius

      |  |--†
Prodaphaenus uintensis

      |  |--+--o †
Harpalodon sylvestris

      |  |  |?--o †
Ceruttia sandiegoensis

      |  |  `--+--o †
Prohesperocyon wilsoni

      |  |     `--o 
Canidae

      |  |--+--†
Miacis gracilis

      |  |  `--o †
Procynodictis

      |  |     |--†
P. vulpiceps

      |  |     |--†
P. progressus

      |  |     `--o †
Walchius pacificus

      |  `--+--o †
Tapocyon

      |     |  `--† 2 specie
      |     |--o†
Quercygale

      |     |  `-- †4 specie
      |     |?--o 
Messelogale kessleri

      |     `?--o 
Paramiacis

      |--+--†
M. boqinghensis

      |  |--†
M. invictus

      |  `--†
M. lushiensis

      `--o †
Dawsonicyon isami
```